# معاهدة الحدود الدولية بين البرازيل والأوروغواي (1851)
معاهدة الحدود الدولية 1851 المبرمة بين البرازيل والأوروغواي هي نتيجة الحرب الأهلية الأوروغوانية والنزاعات مع البرازيل والأرجنتين؛ نتيجة المعاهدة كانت خطوة نحو قبول استقلال الأوروغواي من قبل المناطق المجاورة.

## المعاهدات
كافأت الأوروغواي البرازيل لقاء دعمها المالي والعسكري عبر التوقيع على خمس معاهدات سنة 1851 توفر تحالفا دائما بين البلدين. معاهدة مونتيفيديو (1828) أكدت حق البرازيل في التدخل بالشؤون الداخلية للأوروغواي. وأتاحت المعاهدات أيضا الملاحة المشتركة على نهر أوروغواي وروافده، والضرائب المعفاة صادرات لحوم الأبقار واللحوم المملحة. كما أقرت المعاهدات بديون الأوروغواي لفائدة البرازيل لقاء مساعدتها ضد البلانكو، والتزام البرازيل بمنح قرض إضافي. إضافة إلى، تخلي الأوروغواي عن مطالبها الإقليمية شمال نهر كواراي، مما أدى إلى تخفيض مساحتها إلى حوالي 176.000 كيلومتر مربع، واعترفت بحق البرازيل الحصري في الملاحة في لاغوا ميريم ونهر جاغواراو، وهي الحدود الطبيعية بين البلدين. ومع ذلك، لا يزال هناك نزاع على محيط قرية ماسولر التي يمر منها جدول كان من المقدّر أن يحدد الحدود في تلك المنطقة.